# Apterostigma mayri
Apterostigma mayri é uma espécie de inseto do gênero Apterostigma, pertencente à família Formicidae.